# دیمیتری دوروفیف
دیمیتری دوروفیف (روسی: Дмитрий Анатольевич Дорофеев؛ زادهٔ ۱۳ november ۱۹۷۶ (۴۸ سال)) ورزشکار اسکیت سرعت اهل روسیه است.
وی همچنین برندهٔ جوایزی همچون نشان دوستی شده‌است.
وی در مسابقات کشوری و بین‌المللی در مجموع برندهٔ ۲ مدال نقره شده‌است.